# Wube Hayle Maryam
 (juillet 2015).
Si vous disposez d'ouvrages ou d'articles de référence ou si vous connaissez des sites web de qualité traitant du thème abordé ici, merci de compléter l'article en donnant les références utiles à sa vérifiabilité et en les liant à la section « Notes et références ».
Wube Hayle Maryam est un dejazmach souverain du Tigré au début du XIXe siècle.
Il est le père de Tiruwork Wube, future impératrice, épouse de Téwodros II, et oncle de Menelik II. Il est marié à Woizero  Lakiyaye issue de la noblesse tigréenne. Sa famille descend de la lignée de l'empereur Fasiladès.

## Biographie
Wube Hayle Maryam est  prince du Simien et ambitionne de gouverner tout le nord de l'Éthiopie  dans les années 1840. Rival le plus redouté de Téwodros II, il est emprisonné et enchaîné à vie avec ses fils.